# Langho
Langho är en ort i Storbritannien.   Den ligger i grevskapet Lancashire och riksdelen England, i den centrala delen av landet, 300 km nordväst om huvudstaden London. Langho ligger 110 meter över havet och antalet invånare är 2 060.
Terrängen runt Langho är platt åt sydväst, men åt nordost är den kuperad.Runt Langho är det mycket tätbefolkat, med 1 056 invånare per kvadratkilometer. Närmaste större samhälle är Preston, 17,2 km väster om Langho. Trakten runt Langho består i huvudsak av gräsmarker.